# Kúréti
Kúréti (latinsky Curetes) byly v řecké mytologii nižší božské bytosti.
Byli to horští démoni z Kréty, ochránci nejvyššího boha Dia. To se ale vztahuje jenom k jeho dětství, kdy ho matka Rheia tajně porodila v jeskyni Dikté. Aby se o něm nedoslechl jeho otec Kronos, Kúréti halasili a tak přehlušili pláč malého Dia.
Kúréti byli považováni za první lidi, kteří vyrostli jako stromy po dešti.